# Hypnum devexum
Hypnum devexum là một loài Rêu trong họ Hypnaceae. Loài này được Bosw. mô tả khoa học đầu tiên năm 1892.